# Хемизација пољопривреде (часопис)
Хемизација пољопривреде: фитофармација, фертилизација (енгл. Journal of Fertilizers and Crop Protection; фр. Revue des Engrais et Phytopharmacie) je научни часопис који излази од 1956. године и бави се фитофармацијом и фертилизацијом у пољопривреди.

## О часопису
Часопис је из области пољопривреде, фитофармације и фертилизације. Излази на српском језику, а садржи и радове на енглеском и француском језику. Излазио је у периоду од 1956. године до 1964. године до бр. 10/12 у Београду.

### Историјат
Први број часописа Хемизација пољопривреде изашао је 1956. године. Издавач је Хемпро Београд, а штампа га Сава Михић у Земуну, формата 20 cm. Излазио је повремено, штампан на српском, енглеском и француском језику.
Од 1958. године од броја 14, мења се поднаслов у: Часопис за фертилизацију и заштиту биља: (енгл. Periodical for fertilizers and plant protection); од броја 1 (1964. год.) поднаслов часописа је: Часопис за фитофармацију и фертилизацију.
Часопис Хемизација пољопривреде је наставак Хемпро билтен. Хемизација пољопривреде.

### Периодичност излажења
Излазио је повремено до 1964. године када је престао са публиковањем.

## Уредници
- Од бр. 1 (1956) одговорни уредник је Матија Вучковић.
- Од бр. 23 (1958) одговорни уредник је Рајко Драговић.[1]

## Издавачи
- Први издавач од бр. 1 (1956) је Хемпро, Београд;
- Од бр. 2 (1956) издавач је Радник, Београд;
- Од бр. 14 (1958].) издавач је Југословенско друштво за ширење науке и технике Никола Тесла;
- Од бр. 19 (1958) је Научна књига, Београд.[1]

## Штампарије
- Први број часописа Хемизација пољопривреде штампао је ’’Сава Михић’’ у Земуну;
- Од броја 2 (1956) часопис штампа Борба, Београд;
- Од бр, 12/13 (1957) штампа Magyar Szo, Нови Сад;
- Од бр. 14 (1958) штампа Бранко Ђоновић, Београд;
- Од бр.20 (1958) штампа Просвета, Београд;
- Од бр. 26/28 (1959) штампа Академија, Београд;
- Од бр. 41 (1961) штампа Ударник, Сента;
- Од бр. 44 (1961) штампа Привредни преглед, Београд.

## Теме
Теме које су заступљене у часопису су: Фитофармација, хемизација, фертилизација, хербициди, заштита биља.